# Associazione Sportiva Lodigiani 1988-1989
Questa voce raccoglie le informazioni riguardanti l'Associazione Sportiva Lodigiani nelle competizioni ufficiali della stagione 1988-1989.

## Rosa
| N. |                   | Ruolo | Calciatore           |
| -- | ----------------- | ----- | -------------------- |
|    | Italia (bandiera) | D     | Gianluca Atzori      |
|    | Italia (bandiera) | D     | Alessandro Battisti  |
|    | Italia (bandiera) | D     | Antonio Bonfili      |
|    | Italia (bandiera) | C     | Ovidio Colucci       |
|    | Italia (bandiera) | C     | Fabrizio Conti       |
|    | Italia (bandiera) | C     | Carlo Cotroneo       |
|    | Italia (bandiera) | P     | Valentino Cuccunato  |
|    | Italia (bandiera) | C     | Dino Di Julio        |
|    | Italia (bandiera) | C     | Massimo Falessi      |
|    | Italia (bandiera) | A     | Fabrizio Fermanelli  |
|    | Italia (bandiera) | D     | Gianluca Francesconi |
|    | Italia (bandiera) | A     | Luciano Gaudino      |
|    | Italia (bandiera) | D     | Daniele Lucci        |

| N. |                   | Ruolo | Calciatore         |
| -- | ----------------- | ----- | ------------------ |
|    | Italia (bandiera) | D     | Moreno Mancini     |
|    | Italia (bandiera) | C     | Massimo Marchese   |
|    | Italia (bandiera) | D     | Leonardo Paciscopi |
|    | Italia (bandiera) | A     | Roberto Petricone  |
|    | Italia (bandiera) | C     | Mauro Picconi      |
|    | Italia (bandiera) |       | Plini              |
|    | Italia (bandiera) | C     | Roberto Romualdi   |
|    | Italia (bandiera) | C     | Maurizio Scarsella |
|    | Italia (bandiera) | A     | Ezio Sella         |
|    | Italia (bandiera) | C     | Alberto Vachez     |
|    | Italia (bandiera) | D     | Fabio Vulpiani     |
|    | Italia (bandiera) | C     | Fabio Zitelli      |